# Eusparassus sexdentatus
Eusparassus sexdentatus là một loài nhện trong họ Sparassidae.
Loài này thuộc chi Eusparassus. Eusparassus sexdentatus được Embrik Strand miêu tả năm 1906.